# Beals Wright
Pour les articles homonymes, voir Wright.
Beals Coleman Wright, né le 19 décembre 1879 à Boston et mort le 23 août 1961 à Alton (États-Unis), est un ancien joueur de tennis américain.
Il a notamment remporté l'US National Championships en simple en 1905, ainsi que deux médailles d'or aux Jeux olympiques de 1904 à Saint Louis : une en simple et l'autre en double.
En outre, il a remporté trois titres consécutifs (1904-1906) au tournoi actuellement connu sous le nom de Masters de Cincinnati.
Beals Wright est membre du International Tennis Hall of Fame depuis 1956.

## Palmarès (partiel)

### Titres en simple messieurs
| No | Date       | Nom et lieu du tournoi                      | Catégorie     | Surface      | Finaliste        | Score                   |          |
| -- | ---------- | ------------------------------------------- | ------------- | ------------ | ---------------- | ----------------------- | -------- |
| 1  | 1902       | Tournoi de tennis du Canada                 |               | NC           | Irving Wright    | 6-3, 6-3, 3-6, 6-1      |          |
| 2  | 1903       | Tournoi de tennis du Canada                 |               | NC           | Edgar Leonard    | 8-6, 6-3, 6-4           |          |
| 3  | 1904       | Tournoi de tennis de Cincinnati, Cincinnati |               | NC           | L. Harry Waidner | 7-5, 6-0, 6-3           |          |
| 4  | 1904       | Tournoi de tennis du Canada                 |               | NC           | Louis H. Waidner | 6-1, 6-2, 6-3           |          |
| 5  | 29-08-1904 | Jeux olympiques d'été, St Louis             | J. olympiques | Terre (ext.) | Robert LeRoy     | 6-4, 6-4                | Parcours |
| 6  | 1905       | Tournoi de tennis de Cincinnati, Cincinnati |               | NC           | Kreigh Collins   | 6-3, 7-5, 4-6, 7-9, 6-3 |          |
| 7  | 22-08-1905 | US National Championships, Newport (RI)     | G. Chelem     | Gazon (ext.) | Holcombe Ward    | 6-2, 6-1, 11-9          | Parcours |
| 8  | 1906       | Tournoi de tennis de Cincinnati, Cincinnati |               | NC           | Robert LeRoy     | 6-4, 6-4, 4-6, 4-6, 6-2 |          |

### Finales en simple messieurs
| No | Date       | Nom et lieu du tournoi                  | Catégorie | Surface      | Vainqueur        | Score              |          |
| -- | ---------- | --------------------------------------- | --------- | ------------ | ---------------- | ------------------ | -------- |
| 1  | 1901       | Tournoi de tennis du Canada             |           | NC           | William Larned   | 6-4, 6-4, 6-2      |          |
| 2  | 19-08-1901 | US National Championships, Newport (RI) | G. Chelem | Gazon (ext.) | William Larned   | 6-2, 6-8, 6-4, 6-4 | Parcours |
| 3  | 1905       | Tournoi de tennis du Queen's            |           | NC           | Holcombe Ward    | Forfait            |          |
| 4  | 21-08-1906 | US National Championships, Newport (RI) | G. Chelem | Gazon (ext.) | William Clothier | 6-3, 6-0, 6-4      | Parcours |
| 5  | 18-08-1908 | US National Championships, Newport (RI) | G. Chelem | Gazon (ext.) | William Larned   | 6-1, 6-2, 8-6      | Parcours |

### Titres en double messieurs
| No | Date       | Nom et lieu du tournoi                 | Catégorie     | Surface      | Partenaire    | Finalistes                    | Score                   |          |
| -- | ---------- | -------------------------------------- | ------------- | ------------ | ------------- | ----------------------------- | ----------------------- | -------- |
| 1  | 21-08-1904 | US National Championships Newport (RI) | G. Chelem     | Gazon (ext.) | Holcombe Ward | Kreigh Collins Raymond Little | 1-6, 6-2, 3-6, 6-4, 6-1 | Parcours |
| 2  | 29-08-1904 | Jeux olympiques d'été St Louis         | J. olympiques | Terre (ext.) | Edgar Leonard | Robert LeRoy · Alphonzo Bell  | 6-4, 6-4, 6-2           | Parcours |
| 3  | 22-08-1905 | US National Championships Newport (RI) | G. Chelem     | Gazon (ext.) | Holcombe Ward | Fred Alexander Harold Hackett | 6-4, 6-4, 6-1           | Parcours |
| 4  | 21-08-1906 | US National Championships Newport (RI) | G. Chelem     | Gazon (ext.) | Holcombe Ward | Fred Alexander Harold Hackett | 6-3, 3-6, 6-3, 6-3      | Parcours |

### Finales en double messieurs
| No | Date       | Nom et lieu du tournoi                 | Catégorie | Surface      | Vainqueurs                     | Partenaire       | Score                   |          |
| -- | ---------- | -------------------------------------- | --------- | ------------ | ------------------------------ | ---------------- | ----------------------- | -------- |
| 1  | 19-08-1901 | US National Championships Newport (RI) | G. Chelem | Gazon (ext.) | Holcombe Ward Dwight Davis     | Leo Ware         | 6-3, 9-7, 6-1           | Parcours |
| 2  | 1907       | The Championships Wimbledon            | G. Chelem | Gazon (ext.) | Norman Brookes Anthony Wilding | Karl Howell Behr | 6-4, 6-4, 6-2           |          |
| 3  | 18-08-1908 | US National Championships Newport (RI) | G. Chelem | Gazon (ext.) | Fred Alexander Harold Hackett  | Raymond Little   | 6-1, 7-5, 6-2           | Parcours |
| 4  | 26-08-1918 | US National Championships Forest Hills | G. Chelem | Gazon (ext.) | Bill Tilden Vincent Richards   | Fred Alexander   | 6-3, 6-4, 3-6, 2-6, 6-2 | Parcours |